# Base de datos orientada a objetos

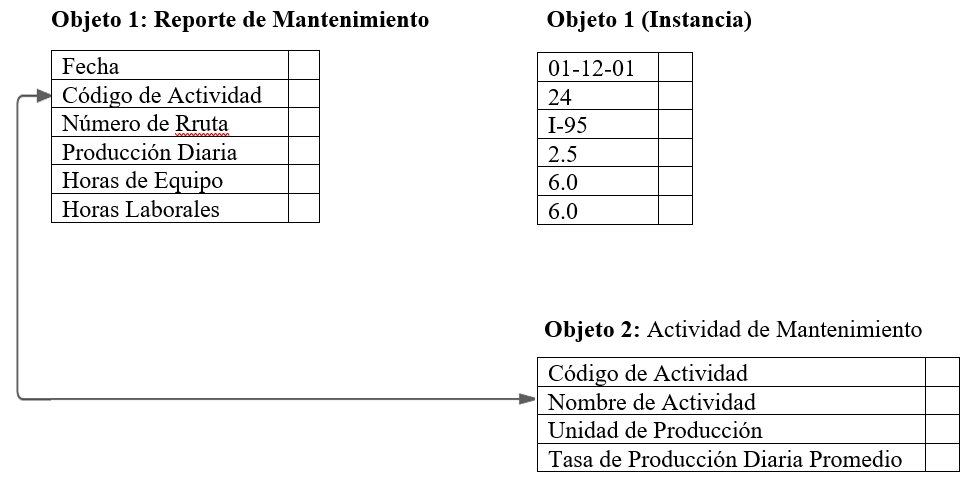
Ejemplo de un modelo orientado a objetos

En una base de datos orientada a objetos, la información se representa mediante objetos como los presentes en la programación orientada a objetos. Cuando se integra las características de una base de datos con las de un lenguaje de programación orientado a objetos, el resultado es un sistema gestor de base de datos orientada a objetos (ODBMS, Object Database Management System). Un ODBMS hace que los objetos de la base de datos aparezcan como objetos de un lenguaje de programación en uno o más lenguajes de programación a los que dé soporte. Un ODBMS extiende los lenguajes con datos persistentes de forma transparente, control de concurrencia, recuperación de datos, consultas asociativas y otras capacidades.
La iniciativa ODMG (Object Database Management Group) proporciona estándares sobre base de datos orientada a objetos.

## Ámbito
Las bases de datos orientadas a objetos se diseñan para trabajar bien en conjunción con lenguajes de programación orientados a objetos como Java, C#, Visual Basic.NET y C++. Los ODBMS usan exactamente el mismo modelo que estos lenguajes de programación.
Los ODBMS son una buena elección para aquellos sistemas que necesitan un buen rendimiento en la manipulación de tipos de dato complejos.
Los ODBMS proporcionan los costes de desarrollo más bajos y el mejor rendimiento cuando se usan objetos gracias a que almacenan objetos en disco y tienen una integración transparente con el programa escrito en un lenguaje de programación orientado a objetos, al almacenar exactamente el modelo de objeto usado a nivel aplicativo, lo que reduce los costes de desarrollo y mantenimiento.

## Historia
Los orígenes del término orientados a objetos (abreviado OO) se remontan a los lenguajes de programación orientadas a objetos. Los lenguajes de programación OO tienen sus raíces en el lenguaje SIMULA 67, propuesto a finales de la década de 1960. En Simula, el concepto de clase agrupa la estructura de datos interna de un objeto en una declaración de clase, es decir, introduce en el lenguaje ALGOL los conceptos de objeto y de clase. Como Algol, Simula es un lenguaje fuertemente tipado para entornos compilados. Sin embargo, el primer lenguaje que popularizó la aproximación a objetos fue Smalltalk (1976); este puede considerarse una síntesis de años del lenguaje Lisp, que ofrece una gran flexibilidad gracias a la interpretación, y de Simula, añadiendo el concepto de metaclase. Smalltalk ha podido responder a las necesidades de flexibilidad presentadas por el desarrollo de entornos de programación gráficos, favoreciendo la rápida creación de prototipos de interfaces de usuarios amigables. Fue utilizado con éxito en la primera estación gráfica de Xerox.
Con la llegada de las estaciones de trabajo en los años 80, han crecido numerosos lenguajes orientados a objetos inspirados en Simula o Smalltalk. Entre los lenguajes compilados, los más célebres son C++, Objective C y Eiffel, debido a la compatibilidad del lenguaje o del código producido con el lenguaje de programación C. La mayor parte de los lenguajes interpretados son extensiones del Lisp; por ejemplo, Loops y CLOS. Es interesante notar que la mayor parte de los lenguajes populares existentes se encuentran en curso de ampliación para convertirse en orientados a objetos, incluyendo al COBOL y Ada (más exactamente Ada 9X, que aporta la herencia).
En años recientes, han aparecido muchos prototipos experimentales y sistemas de bases de datos comerciales orientados a objetos. Entre los primeros se encuentran los sistemas ORION, OpenOODB, IRIS, ODE y el proyecto ENCORE/ObServer. Y entre los sistemas disponibles en el mercado están: GEMSTONE/OPAL de ServicLogic, ONTOS de Ontologic, Objectivity de Objectivity Inc., Versant de Versant Technologies, ObjecStore de Object Design y O2 de O2 Technology. Esta es solo una lista parcial de los prototipos experimentales y de los sistemas de bases de datos comerciales orientados a objetos. Desafortunadamente, es aún demasiado pronto para saber cuáles sistemas se instalarán como líderes en este campo.
Las bases de datos orientadas a objetos han adoptado muchos de los objetos creados para los lenguajes de programación orientados a objetos.